# Provincia de Suiyuan
Suiyuan (chino simplificado: 绥远, chino tradicional: 绥远, pinyin: Suíyuǎn; Wade-Giles: Suiyuan) fue una provincia histórica de China. la capital de Suiyuan fue Guisui (ahora Hohhot). La abreviatura es 绥 (pinyin: sui). El área que anteriormente correspondía a Suiyuan se aproxima a las hoy ciudades con nivel de prefectura de Hohhot, Baotou, Wuhai, Ordos, Bayannur, y partes de Ulaan Chab, parte hoy de la Región Autónoma de Mongolia Interior. Suiyuan fue nombrado por un distrito de la capital establecida en la dinastía Qing.
En la década de 1930 Suiyuan fue ocupada por el señor de la guerra de Shanxi, Yan Xishan, quien minó el hierro de la provincia, reorganizó las finanzas de la misma, y puso a más de 4.000 hectáreas (16 km²) de tierra bajo cultivo por primera vez. La mayor parte de la mano de obra y asentamiento de Suiyuan en este tiempo se realizó con campesinos y soldados de Shanxi, bajo la dirección de oficiales retirados del ejército de Yan. El control de Suiyuan por parte de Yan fue suficiente para que un periodista se refiriera a Suiyuan como una "colonia" de Shanxi.
Durante la segunda guerra sino-japonesa una de las campañas tuvo lugar en Suiyuan. La provincia se convirtió en una parte del estado títere de Mengjiang de 1937 a 1945 bajo el dominio japonés.
En la guerra civil china de 1935, el líder comunista Mao Zedong prometió a los líderes mongoles una "autonomía unificada" que incluiría a todas las tierras mongoles "históricas" dentro de China, a cambio del apoyo mongol contra el Kuomintang. Esta promesa incluye la declaración de que "bajo ninguna circunstancia otros grupos étnicos no mongoles se les permitiría ocupar la tierra de la nación mongol interior". Sin embargo, tras la victoria comunista en 1949, los administradores de los que pronto serían territorios mongoles de mayoría Han (el mayor de ellos era Suiyuán con una población de más de 2 millones), se resistieron a la anexión a la nueva Región Autónoma de Mongolia Interior. En 1954, Mao llegó a un acuerdo con Suiyuan, que estipulaba que los mongoles se harían cargo de la administración de Suiyuan, pero sin expulsar a los nativos Han del territorio. Uradyn Bulag señala que "irónicamente", las ambiciones de los mongoles territoriales contra Suiyuan dio lugar a que se conviertan en una "minoría dentro de su propia región autónoma".